# Марсело Бош
Марсело Бош (енгл. Marcelo Bosch; 7. јануар 1984) професионални је рагбиста и репрезентативац Аргентине, који тренутно игра за енглеског премијерлигаша Сараценс. Пре Сараценса играо је за Олимпик Биариц и Белграно Атлетик Клуб. Висок 186 цм, тежак 92 кг, најчешће игра на позицији центра, а повремено игра и на позицији аријера или отварача. За репрезентацију Аргентине је до сада одиграо 38 тест мечева и постигао 60 поена.